# Peperomia naraugoana
Peperomia naraugoana är en pepparväxtart som beskrevs av C. Dc.. Peperomia naraugoana ingår i släktet peperomior, och familjen pepparväxter. Inga underarter finns listade i Catalogue of Life.